# Atom Rhumba
Atom Rhumba es una banda vasca formada en Bilbao en 1996.
Su sonido podría ser definido como una mezcla del rock de Nueva York de finales de los años 1970 (ROIR cassettes...) y Rock and roll de los años 1950 impulsada por una sección rítmica influenciada por James Brown.
Todos sus miembros provienen del área del Gran Bilbao. Pese a los numerosos cambios de formación, Rober!, cantante y compositor principal, ha llevado las riendas de la banda desde el principio.
Famosos por su incendiario directo,[cita requerida] el crudo sonido de sus discos (siempre graban en directo en el estudio) y por el apoyo incondicional de la crítica especializada.[cita requerida]

## Formación actual
- Rober!: voz, guitarra y teclado
- Oskar Benas: guitarra
- Jaime Nieto: bajo
- Íñigo "CabezaFuego": teclado
- Andoni Etxebeste: batería

## Discografía

### Álbumes
- Cosmic Lexicon (2018, El Segell del Primavera).
- Gargantuan Melee (2010, Brian's Records).
- Amateur Universes (2006, Oihuka).
- Concrete Mixer (2005, Munster Records). Remezclas de Backbone Ritmo by Dj Amsia y Carlotta Lotta Love, Templar & Birdy, Kaki Arkarazo, Javi P3z, Akauzazte, Xabier Erkizia, Josetxo & Murky, Manta Ray, Javi Letamendia y -Gailu con Anari.
- Backbone Ritmo (2003, Munster Records).
- Chasin' The Onagro (2001, Munster Records). Producido por Mick Collins.
- Dirt Shots (2000, Munster Records).
- Hormonal Riot (1997, Munster Records).

### Sencillos y EP
- “Tumba Gris” (El Segell del Primavera, 2017)
- “The Sea In You” ((El Segell del Primavera, 2017)
- Gone (Munster Records, 2004). Maxi-single con remezclas de «Gone» a cargo de Josetxo Anita y Guillermo Picolini.
- "Techno Boy"/"Gimme Chaos" (Munster Records, 2004). CD single.
- "Bad Record"/"No Square" (1996, Alehop!)

### Álbumes compartidos
- Josetxo Anitua & Atom Rhumba(2005, Noizpop Records) Grabado en concierto con Josetxo Anitua como cantante. Es un álbum formado exclusivamente de versiones de Doc Pomus, Marc Bolan, Velvet Underground, Caetano Veloso, Jonathan Richman & The Modern Lovers, Them y Art Ensemble of Chicago.

### Participaciones en recopilatorios
- «Lizardi», en Txinaurriak (Bidehuts, 2010). Tributo a Mikel Laboa)
- «Downtown», en Again... This One's For Johnny 10 (Munster Records, 2001). Tributo a Johnny Thunders)
- «Evil Hearted Ada», en Groovin' Round The World: A Tribute To The Flamin' Groovies (Safety Pin Records, 2000, SPCD-010/11).
- «Party Dress», en La Cagarruta Sónica (Discos Alehop!, 1997)
- «Lightning's Girl», en Tribute To Nancy Sinatra Vol. 2 (Munster Records, 1998, ref. 7111). 7".
- «Calypso», en Punkin' (Munster Records, 1997).